# 10567 Francobressan
10567 Francobressan este un asteroid din centura principală de asteroizi.

## Descriere
10567 Francobressan este un asteroid din centura principală de asteroizi. A fost descoperit pe 7 februarie 1994 la observatorul astronomic din Farra d'Isonzo. Asteroidul prezintă o orbită caracterizată de o semiaxă mare de 2,59 ua, o excentricitate de 0,19 și o înclinație de 3,8° în raport cu ecliptica.